# Nederlands kampioenschap schaken 1950
Het Nederlands kampioenschap schaken 1950 vond plaats van 17 juli tot en met 29 juli 1950. Max Euwe werd voor de negende maal in de geschiedenis Nederlands kampioen schaken. De partijen werden gespeeld in Grand Hotel Krasnapolsky.

## Geschiedenis
Voorheen werkte het Nederlands kampioenschap schaken met een kandidatentoernooi. De winnaar van dat toernooi verkreeg het recht om de zittende kampioen uit te dagen voor een tweekamp. In 1948 vond in Nijmegen een kandidatentoernooi plaats, dat Lodewijk Prins won. De tweestrijd tegen Euwe stond geagendeerd om in september 1949 te beginnen. Prins trok zich echter terug, zodat de confrontatie geen doorgang kon vinden. Euwe bleef kampioen.
Euwe stemde ermee in om het format van het Nederlands kampioenschap 1950 te wijzigen. Er vond geen kandidatentoernooi plaats, maar een normaal toernooi met 12 deelnemers. Indien Euwe echter niet zou winnen, dan had hij het recht om binnen één jaar de winnaar uit te dagen voor een tweekamp.
Tegelijkertijd met het Nederlands kampioenschap vonden ook de bondswedstrijden plaats, waar enkele honderden schakers aan meededen.

## Uitslag en kruistabel[2]
Max Euwe liet zien dat hij nog steeds de sterkste was en won het toernooi met liefst 2 punten voorsprong op nummer 2 Van Scheltinga.
|    | Naam                | Score | 1  | 2  | 3  | 4  | 5  | 6  | 7  | 8  | 9  | 10 | 11 | 12 |
| -- | ------------------- | ----- | -- | -- | -- | -- | -- | -- | -- | -- | -- | -- | -- | -- |
| 1  | Max Euwe            | 9½    | -- | 1  | ½  | ½  | 1  | 1  | 1  | 1  | 1  | ½  | 1  | 1  |
| 2  | Theo van Scheltinga | 7½    | 0  | -- | 1  | ½  | ½  | ½  | 1  | 1  | 1  | ½  | ½  | 1  |
| 3  | Carel van den Berg  | 7     | ½  | 0  | -- | ½  | 1  | 1  | 1  | ½  | 1  | 0  | ½  | 1  |
| 4  | Nicolaas Cortlever  | 6½    | ½  | ½  | ½  | -- | ½  | ½  | 0  | 1  | 0  | 1  | 1  | 1  |
| 5  | Haije Kramer        | 6     | 0  | ½  | 0  | ½  | -- | ½  | 1  | ½  | ½  | 1  | ½  | 1  |
| 6  | Jan Hein Donner     | 5½    | 0  | ½  | 0  | ½  | ½  | -- | 1  | 0  | 1  | 1  | 1  | 0  |
| 7  | Louis Stumpers      | 5     | 0  | 0  | 0  | 1  | 0  | 0  | -- | 1  | 1  | 1  | ½  | ½  |
| 8  | Johan Barendregt    | 4½    | 0  | 0  | ½  | 0  | ½  | 1  | 0  | -- | ½  | 1  | 1  | 0  |
| 9  | Eduard Spanjaard    | 4½    | 0  | 0  | 0  | 1  | ½  | 0  | 0  | ½  | -- | ½  | 1  | 1  |
| 10 | Frans Henneberke    | 3½    | ½  | ½  | 1  | 0  | 0  | 0  | 0  | 0  | ½  | -- | ½  | ½  |
| 11 | Willem Jan Mühring  | 3½    | 0  | ½  | ½  | 0  | ½  | 0  | ½  | 0  | 0  | ½  | -- | 1  |
| 12 | Constant Orbaan     | 3     | 0  | 0  | 0  | 0  | 0  | 1  | ½  | 1  | 0  | ½  | 0  | -- |

1909 · 1912 · 1913 · 1919 · 1921 · 1924 · 1926 · 1929 · 1933 · 1936 · 1938 · 1939 · 1942 · 1948 · 1950 · 1952 · 1954 · 1955 · 1957 · 1958 · 1961 · 1963 · 1965 · 1967 · 1969 · 1970 · 1971 · 1972 · 1973 · 1974 · 1975 · 1976 · 1977 · 1978 · 1979 · 1980 · 1981 · 1982 · 1983 · 1984 · 1985 · 1986 · 1987 · 1988 · 1989 · 1990 · 1991 · 1992 · 1993 · 1994 · 1995 · 1996 · 1997 · 1998 · 1999 · 2000 · 2001 · 2002 · 2003 · 2004 · 2005 · 2006 · 2007 · 2008 · 2009 · 2010 · 2011 · 2012 · 2013 · 2014 · 2015 · 2016 · 2017 · 2018 · 2019 · 2021 · 2022 · 2023 · 2024